# Icelococcus charlini
Icelococcus charlini är en insektsart som beskrevs av Miller och González 1975. Icelococcus charlini ingår i släktet Icelococcus och familjen filtsköldlöss. Inga underarter finns listade i Catalogue of Life.